# 垂头菊
垂头菊（学名：Cremanthodium reniforme）为菊科垂头菊属的植物。分布在不丹、锡金、尼泊尔以及中国大陆的西藏等地，生长于海拔3,300米至3,400米的地区，一般生长在林缘以及草地，目前尚未由人工引种栽培。

## 别名
肾叶垂头菊（中国高等植物图鉴）